# 璉珹寺
璉珹寺（れんじょうじ）は、奈良市西紀寺町にある浄土真宗遣迎院派の寺院。

## 歴史
縁起では、天平年間に聖武天皇の勅願で行基により開基され、平安時代に紀有常により改めて伽藍を建立され再興されたと伝わっている。また紀寺の跡ともいわれ、周辺から奈良時代前期の古瓦も出土している。
慶長7年（1602年）、徳川家康より肘塚村・法華寺村のうちに朱印地二十石を下賜され、江戸時代を通じて寺領としてきた。
過去帳などによると、最初は法相宗、中頃には浄土宗誓願寺末寺、享保9年（1725年）4月に天台宗に改宗し、京都養源院の末寺となったと伝わる。『奈良坊目拙解』では「本名紀寺 在於東側南端、寺領廿石 浄土宗 先規誓願寺末寺、近世天台宗京大仏養源院末寺也」とあり、現高市郡明日香村に所在したと考えられる紀寺の別院としている。現在は浄土真宗遣迎院派に属し、無檀家の寺である。
維新以後は衰微した時期もあったようであるが、現在は墓地も拡張され、境内も整備されている。1964年（昭和39年）、戦死者慰霊のため、庭に大きな観音像が建立された。

## 境内
表門より入って左に庫裏があり、中門の先には玄関・客殿などがある。中門脇・本堂右手などに、石の古仏がいくつか見られる。
本堂中央には本尊である白色裸形の阿弥陀如来立像が安置されている。鎌倉時代の作。裸形で、下半身には布製の袴を着せている。秘仏であるが、毎年5月に開扉公開されている。
本尊右の脇壇には、脇侍である観音菩薩立像（平安時代作）と勢至菩薩立像（室町時代作）が安置されており、いずれも国の重要文化財である。
本尊左の脇壇およびその周囲には、紀有常尊像・行基菩薩坐像・聖徳太子立像・地蔵菩薩半跏像が安置されている。紀有常像は厨子に納められ、台座には「璉珹寺／紀有常尊像／享保十一丙午歳／二月廿三日相當／八百五十年忌／於京都開眼供養砌／御再興訖／南都廿一世泰宴法印」との再興墨書銘がある。行基坐像台座裏には、「行基坐像／行基菩薩影元禄五壬申稔三月三日修補／常光山璉珹寺住侶云々」と墨書されている。

## 文化財

### 重要文化財
- 木造観音菩薩立像
- 木造勢至菩薩立像

### その他の文化財
- 木造阿弥陀如来立像（裸形阿弥陀）（奈良県指定有形文化財）

指定文化財以外にも、「璉珹寺縁起」一巻、成身院伝来の具舎論経約三十巻、不動明王画像の画軸等が伝わる。